# Petròicids
Els petròicids (Petroicidae) són una família d'ocells de l'ordre dels passeriformes, pròpia d'Austràlia, Nova Guinea, Nova Zelanda i nombroses illes del Pacífic, cap a l'est fins a Samoa. Malgrat que les diferents espècies són conegudes com a bosquetes o com a papamosques, no estan vinculats als ocells homònims del Vell Món, ni a la família de muscicàpids (Muscicapidae) ni a la dels monàrquids (Monarchidae).

## Llistat de gèneres
Segons la classificació del Congrés Ornitològic Internacional (versió 11.1, 2021), aquesta família conté 19 gèneres amb 50 espècies:
- Gènere Tregellasia, amb dues espècies.
- Gènere Quoyornis, amb una espècie: petroica pitblanca (Quoyornis georgianus)
- Gènere Eopsaltria, amb dues espècies.
- Gènere Gennaeodryas, amb una espècie: petroica tricolor (Gennaeodryas placens)
- Gènere Melanodryas, amb dues espècies.
- Gènere Peneothello, amb 5 espècies.
- Gènere Poecilodryas, amb 4 espècies.
- Gènere Plesiodryas, amb una espècie: petroica gorjanegra (Plesiodryas albonotata)
- Gènere Heteromyias, amb dues espècies.
- Gènere Drymodes, amb tres espècies.
- Gènere Microeca, amb tres espècies.
- Gènere Monachella, amb una espècie: petroica torrentera (Monachella muelleriana)
- Gènere Cryptomicroeca, amb una espècie: petroica de Nova Caledònia (Cryptomicroeca flaviventris)
- Gènere Kempiella, amb dues espècies.
- Gènere Devioeca, amb una espècie: petroica de Nova Guinea (Devioeca papuana)
- Gènere Eugerygone, amb una espècie: petroica granat (Eugerygone rubra)
- Gènere Petroica, amb 14 espècies.
- Gènere Pachycephalopsis, amb dues espècies.
- Gènere Amalocichla, amb dues espècies.